# Novella (Trentino)
Novella ist eine italienische Gemeinde (comune) mit 3599 Einwohnern (Stand: 31. Dezember 2023) in der Provinz Trient, Region Trentino-Südtirol. Sie gehört zur Talgemeinschaft Comunità della Val di Non.

## Geschichte
Die Gemeinde wurde durch eine Gemeindereform am 1. Januar 2020 durch den Zusammenschluss der ehemaligen Gemeinden Brez, Cagnò, Cloz, Revò und Romallo gegründet.

## Politik
Seit Oktober 2020 ist Donato Preti Bürgermeister (Sindaco) der Gemeinde. Verwaltungssitz ist Revò.